# Parafia św. Jadwigi Śląskiej w Rybniku
Parafia św. Jadwigi Śląskiej – parafia rzymskokatolicka w Rybniku, w dekanacie Rybnik w archidiecezji katowickiej.

## Historia parafii
W 1981 roku biskup katowicki Herbert Bednorz zlecił ks. Henrykowi Jośce zorganizowanie duszpasterstwa na osiedlu Nowiny w Rybniku. Mszę św. odprawiano pod prowizorycznym zadaszeniem na placu przy ul. Wandy, a katechizacja odbywała się w przystosowanych salkach w blokach mieszkalnych.
Parafia została erygowana 17 stycznia 1982 przez wyłączenie części terenu należącego dotąd do parafii św. Józefa w Rybniku. W czasie budowy kościoła, do celów duszpasterskich służyła prowizoryczna kaplica.
15 czerwca 1988 roku parafia na czele z księdzem proboszczem Henrykiem Jośką podjęła się budowy Ośrodka Rehabilitacji dla Dzieci Niepełnosprawnych Ruchowo i Umysłowowo, oddanego do użytku 1 września 1990 roku. W tym samym dniu parafia ofiarowała ten ośrodek miastu. W wydanym Testimonium biskup Damian Zimoń napisał: „Na powstanie tego «Ośrodka» złożyły się ofiary z zakładów pracy, a także «wdowi grosz», złożony z woli tworzenia dobra przez tych, którzy nieraz sami potrzebują pomocy. Wyposażenie zaś «Ośrodka», to w większości wynik współdziałania Caritas Freiburg z Komisją Charytatywną Episkopatu Polski”.

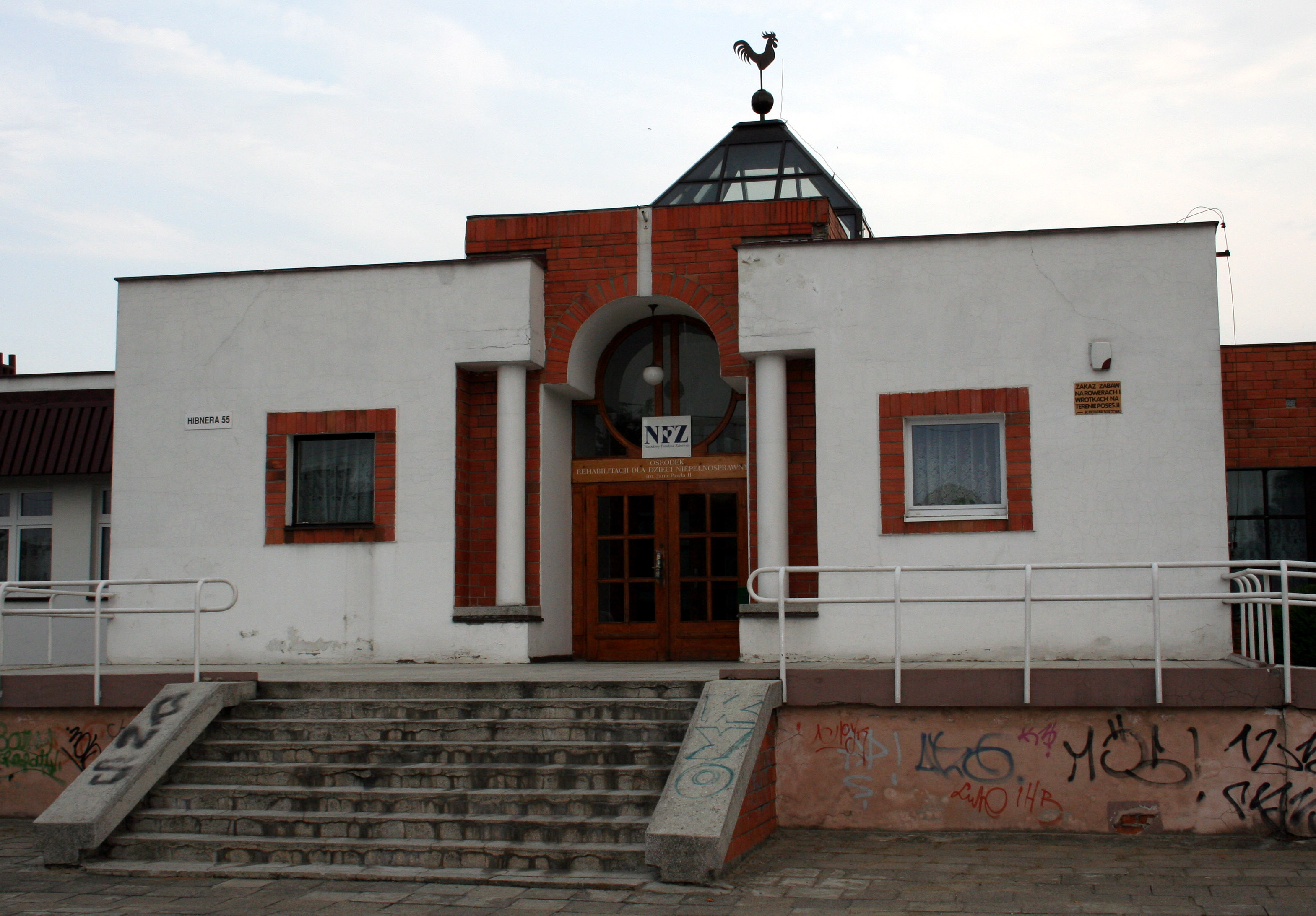
Ośrodek Rehabilitacji dla Dzieci Niepełnosprawnych

## Kościół parafialny
W miejscu tymczasowej kaplicy św. Jadwigi Śląskiej wiosną 1982 rozpoczęto budowę kościoła parafialnego, który zaprojektował inż. Marian Skałkowski. Wystrój wnętrza kościoła jest dziełem M. Skałkowskiego i prof. Jacka Jędo. 17 października 1983 roku biskup katowicki Herbert Bednorz poświęcił nowy dom katechetyczny. Poświęcenia kościoła dokonał 7 października 1985 roku biskup katowicki Damian Zimoń.

## Proboszczowie
- ks. Henryk Jośko (1981–1997), budowniczy kościoła
- ks. Franciszek Skórkiewicz (1997–2010)
- ks. Karol Matera (2010–2012)
- ks. Andrzej Marek (2012–2021)
- ks. Jan Sopot (od 2021)

## Grupy parafialne
Na terenie parafii działa kilka grup parafialnych:
- Legion Maryi,
- Mężczyźni św. Józefa,
- Chór „Cantate Deo”,
- Franciszkański Zakon Świeckich,
- Róże Żywego Różańca Świętego,
- Grupa modlitewna św. Ojca Pio,
- Katecheza Dorosłych,
- Dzieci Maryi,
- Ministranci,
- Domowy Kościół.